# Contea di Carroll (Indiana)
La contea di Carroll (in inglese Carroll County) è una contea dello Stato dell'Indiana, negli Stati Uniti. La popolazione al censimento del 2000 era di 20 165 abitanti. Il capoluogo di contea è Delphi.